# روجر علام
روجر علام (بالإنجليزية: Roger Allam)‏ (و. 1953 – م) هو ممثل، ومغني، وممثل مسرحي، وممثل أفلام من المملكة المتحدة. ولد في لندن.

## التعليم
تعلم في جامعة مانشستر، ومستشفى المسيح ‏.

## جوائز
حصل على جوائز منها:
- جائزة لورنس أوليفيه.

## وصلات خارجية
- روجر علام على موقع IMDb (الإنجليزية)
- روجر علام على موقع روتن توميتوز (الإنجليزية)
- روجر علام على موقع قاعدة بيانات الأفلام العربية
- روجر علام على موقع ألو سيني (الفرنسية)
- روجر علام على موقع ميوزك برينز (الإنجليزية)
- روجر علام على موقع أول موفي (الإنجليزية)
- روجر علام على موقع قاعدة بيانات برودواي على الإنترنت (الإنجليزية)
- روجر علام على موقع قاعدة بيانات الأفلام السويدية (السويدية)
- روجر علام على موقع إن إن دي بي (الإنجليزية)
- روجر علام على موقع ديسكوغز (الإنجليزية)